# 크리스티스
크리스티스(Christie's)는 1766년, 영국 런던에서 제임스 크리스티가 창립한 상장 경매 회사이다.